# Microsoft Windows Home Server
Windows Home Server ist ein Betriebssystem von Microsoft, das am 7. Januar 2007 auf der Consumer Electronics Show (CES) von Bill Gates angekündigt wurde. Es wurde an Distributoren ausgeliefert und war auch als OEM-Version verfügbar. Nach Herstellerangaben soll das Produkt fortgeschrittene Funktionen wie den Austausch von Dateien und automatisierte Datensicherungen auch technisch wenig versierten Menschen möglich machen. Außerdem soll es den sicheren Zugriff auf die Daten von außerhalb des Heimnetzes gewährleisten. Anfang 2011 wurde die Nachfolger-Version mit dem Namen Windows Home Server 2011 veröffentlicht. Der Support endete am 8. Januar 2013.

## Software-Basis
Der Windows-Home-Server basiert auf dem Windows-Server-2003-SP2-Kernel, genauer gesagt steckt dahinter der Windows Small Business Server 2003 Service Pack 2. Dadurch ist er sehr stabil, da der eigentliche Home-Server nur ein Aufsatz ist. Wichtiger Unterschied zum Server 2003 ist das Setup, welches über das von Windows Vista bekannte Windows PE läuft. Ferner ist es durch die gemeinsame Basis möglich, die gleichen Treiber zu verwenden. Auch Windows-XP-Treiber lassen sich nutzen.

## Hardwareanforderungen
- 1000-MHz-CPU (langsamere möglich, aber von Microsoft nicht empfohlen.)[3]
- 512 MByte RAM (Bei weniger verweigert das Setup die Installation.)[3]
- 70 GByte Festplatte (Bei weniger als 65 GByte verweigert das Setup die Installation.)[3]
- 100-MBit-Netzwerkkarte (WLAN möglich, aber von Microsoft nicht empfohlen.)[3]

## Funktionen
- zentralisierte Datensicherung – Es können Daten von bis zu 10 PCs gesichert werden, wobei jede Datei nur einmal gesichert wird, selbst wenn diese auf mehreren PCs existiert.[4]
- Zustandsanzeige – Es werden zentral die Zustände der an den Home-Server angeschlossenen PCs überwacht, inklusive des Firewall- und Antivirensoftwarezustandes.
- Dateien austauschen – Es werden Netzwerkfreigaben für gemeinsam, sowie oft genutzte Dateien wie zum Beispiel Audiodateien und Videos bereitgestellt, was durch die zentralisierte Speicherung Speicherplatz spart.
- Druckerfreigabe – Die Druckaufträge aller Benutzer können zentral verwaltet werden.[5]
- Vorherige Versionen – Weiterentwicklung der “Volume Shadow-Copy Services”, es können jetzt ältere Dateiversionen wiederhergestellt werden.[6]
- “Headless Device” – Es werden weder Bildschirm, Grafikkarte noch Tastatur zum Betrieb des Home-Servers gebraucht, da dieser über die sogenannte „Home Server Konsole“ entweder von einem angeschlossenen PC oder aus dem Internet ferngesteuert werden kann.[7]
- “Remote Access Gateway” – Ermöglicht den Zugriff von außen auf alle PCs des Netzwerkes.[8]

- Media Streaming – Durch “Windows Media Connect” wird ermöglicht, dass Mediadateien direkt an Geräte, die Windows Media Connect unterstützen (z. B. Xbox 360), übertragen werden können.
- Datensicherheit – Durch Duplikation von Dateien auf unterschiedlichen Festplatten soll die Wahrscheinlichkeit von Datenverlust verringert werden. Der dies bewirkende Treiber konnte jedoch selbst Datenverlust verursachen.[9] Das Problem wurde mit dem Update “Home Server Power Pack 1” behoben.[10]
- Durch das Nutzen eines Speicherplatz-Pools wird die Notwendigkeit der Laufwerksbuchstaben aufgehoben, was zu einer einfacheren Handhabung des Windows-Home-Servers beim Hinzufügen von Festplatten führt.

## Remote Access
Das System bietet zudem ein SSL-verschlüsseltes Web-Interface an, welches über das Internet genutzt werden kann. Für dieses wird eine kostenlose Webadresse angeboten, die ein frei wählbares Präfix, gefolgt von einem Punkt und dem Suffix homeserver.com, enthält. Über das Webinterface können Dateien hoch und heruntergeladen werden und man kann den Server und zudem PCs des Heimnetzwerkes über den Webbrowser steuern, sofern auf dem Zielsystem ein Remote-Desktop-Protocol-Server läuft. Daher wird für die Fernbedienung am Zielsystem mindestens Windows XP Professional, Vista Business, 7 Professional bzw. 8 Pro vorausgesetzt.

## Kompatibilität
Die Leistungsmerkmale des Windows-Home-Servers werden durch die Installation einer Software, dem Windows-Home-Server-Connector, in Windows XP, Windows Vista und, seit dem Power Pack 3, auch in Windows 7 integriert. Die Bereitstellung der Daten in einer Windows-Freigabe ermöglicht den Zugriff von fast jedem Betriebssystem.

## Add-Ins
Über eine von Microsoft bereitgestellte Schnittstelle können Erweiterungen des Windows Home Servers, sogenannte Add-Ins, von anderen Softwareherstellern entwickelt und zur Verfügung gestellt werden. Dabei wird im Allgemeinen insbesondere auch der Client-Teil, die Windows-Home-Server-Console erweitert, in dem dort auf einem neuen Reiter neue Funktionalität zur Verfügung gestellt wird, z. B. von einem PC aus die anderen hoch oder runter zu fahren oder sich das Event-Log des Servers aufbereitet anzeigen zu lassen.

## Nachfolger
Am 29. März 2011 wurde der Nachfolger Microsoft Windows Home Server 2011 fertiggestellt. Er ist über Technet und MSDN bzw. als OEM-Gerät im Handel verfügbar. Die erste Version von Windows Homeserver wie oben beschrieben ist dagegen Januar 2013 ausgelaufen.
Nach Microsoft Angaben wird der Homeserver mit der Server Version 2012 eingestellt, die einfachste Version heißt nun “Essentials” aber liegt preislich weit über dem Homeserver.
Windows Homeserver war insgesamt kein großer Erfolg, nach verschiedenen Quellen wurden bis 2009 von der ersten Version nur 100.000 Lizenzen verkauft.